# 渋谷区立上原小学校
渋谷区立上原小学校（しぶやくりつ うえはらしょうがっこう）は、東京都渋谷区上原三丁目にある公立小学校。上原三丁目の住宅地に所在する。

## 概要
学校は南方向に東京大学教育学部、東京大学教育学部美術博物館、東京大学駒場リサーチキャンパス、東京大学先端科学技術研究センター、駒場野公園と、都内でありながら緑の多い学習環境に恵まれた地域である。主要な交通は小田急小田原線と東京メトロ千代田線の代々木上原駅が北側にあり、恵まれた環境と交通の便の良い住宅地域にある。敷地と校舎は北側の隣地の外は公道に面し、南側に正門がある。

## 沿革
出典
経緯
上原小学校は、渋谷区内の小学校の中でも歴史が古く、1920年（大正9年）4月1日、東京府豊多摩郡代々幡町立山谷尋常小学校分校場として設立された。
年表
- 1920年（大正9年）4月1日 - 山谷尋常小学校分校場として開設。
- 1921年（大正10年）12月24日 - 豊多摩郡代々幡町上原尋常小学校として、独立開校。
- 1922年（大正11年）4月1日 - 開校。開校記念日を4月21日と定めた。
- 1932年（昭和7年）10月1日 - 代々幡町の東京市への編入により、東京市上原小学校と改称。
- 1941年（昭和16年）4月1日 - 国民学校令により、東京府東京市上原国民学校と改称。
- 1943年（昭和18年）7月1日 - 東京府と東京市が統合した東京都発足（東京都制施行）により、東京都上原国民学校と改称。
- 1947年（昭和22年）4月1日 - 学制改革により、東京都渋谷区上原小学校と改称。
- 1971年（昭和46年）4月21日 - 創立50周年記念式典挙行。
- 1995年（平成7年）9月30日 - 3階普通教室と特別教室内部を改装。
- 2001年（平成13年）9月1日 - 図工室・家庭科室改修。
- 2003年（平成15年）9月1日 - 8教室に空調設置。
- 2004年（平成16年）9月10日 - 校庭改修人工芝化。
- 2006年（平成18年）9月1日 - 教育相談室改修し、和室新設。屋上緑化。
- 2009年（平成21年）9月14日 - プールサイド塗装。
- 2010年（平成22年）8月26日 - 校庭人工芝張替え。
- 2012年（平成24年）11月7日 - 図書室書架整備。
- 2016年（平成28年）3月31日 - 東京都教育委員会オリンピックパラリンピック教育推進校に指定。

### 建て替え計画
渋谷区は2022年（令和4年）、教育目標や長寿命化計画を踏まえ、「未来の学校のコンセプト」と「新しい学校施設整備に当たっての考え方」の概要をまとめ、「渋谷区新しい学校づくり整備方針（2023年3月）、渋谷区立小学校と中学校の建て替えロードマップ」を発表した。
- 工事期間（解体1年、建築2年） - 2032年度（令和14年）〜 2034年度（令和16年）

## 教育方針
教育目標
「礼儀正しく思いやりのある人間」「社会に貢献しようとする人間」「個性と創造力豊な人間」
小学校の児童数と教員数
| 年度     | 児童総数 | 1年生 | 2年生 | 3年生 | 4年生 | 5年生 | 6年生 | 教員数 | 職員数 |
| -------- | -------- | ----- | ----- | ----- | ----- | ----- | ----- | ------ | ------ |
| 平成23年 | 141人    | 30人  | 20人  | 21人  | 25人  | 22人  | 23人  | 14人   | 4人    |
| 平成24年 | 143人    | 26人  | 27人  | 19人  | 20人  | 25人  | 26人  | 13人   | 3人    |
| 平成25年 | 178人    | 53人  | 27人  | 32人  | 19人  | 21人  | 26人  | 13人   | 3人    |
| 平成26年 | 205人    | 55人  | 51人  | 26人  | 33人  | 17人  | 23人  | 14人   | 3人    |
| 平成27年 | 241人    | 59人  | 54人  | 52人  | 25人  | 33人  | 28人  | 15人   | 3人    |
| 平成28年 | 268人    | 52人  | 56人  | 52人  | 52人  | 24人  | 32人  | 17人   | 3人    |
| 平成29年 | 285人    | 59人  | 51人  | 54人  | 51人  | 48人  | 22人  | 18人   | 3人    |
| 平成30年 | 328人    | 66人  | 60人  | 50人  | 55人  | 51人  | 46人  | 20人   | 3人    |
| 令和元年 | 365人    | 81人  | 63人  | 61人  | 53人  | 55人  | 52人  | 21人   | 4人    |
| 令和2年  | 379人    | 70人  | 76人  | 67人  | 62人  | 53人  | 51人  | 19人   | 4人    |
| 令和3年  | 402人    | 75人  | 69人  | 74人  | 70人  | 62人  | 52人  | 21人   | 5人    |
| 令和4年  | 439人    | 88人  | 75人  | 69人  | 76人  | 69人  | 62人  | 21人   | 5人    |
| 令和5年  | 461人    | 98人  | 87人  | 71人  | 63人  | 72人  | 70人  | 21人   | 5人    |

## 学校行事
放課後クラブ
放課後クラブは、保護者の就労状況にかかわらず、全ての児童を対象とし、学校や地域との連携により、児童一人一人を健やかに育てていくための事業です。校庭、体育館、図書館、特別教室など、学校施設を活用して活動します。
校外学習
渋谷区立小中学校の児童・生徒たちが、校外学習を行う宿泊施設があり、学校が使用しない期間は社会教育団体に開放しています。利用資格は区内在住、在勤者を主とする社会教育団体。
- 山中高原学園 - 〒401-0501 山梨県南都留郡山中湖村山中263（℡0555-62-0595）
- 冨山高原学園 - 〒299-2216 千葉県南房総市久枝784（℡0470-57-2130）

## 通学区域
子供が通学する学校は、住所により指定されている、また、2004年（平成16年）から学校選択希望制を導入しており、入学を希望する学校を選べる。学校選択希望制は、現行の通学区域を維持したうえで、通学区域外の学校を希望することが出来る制度で、特色のある学校づくりや地域に開かれた学校づくりを推進し、区民から選ばれる学校づくり等を図る。
住所別通学区域
| 上原一丁目 | 上原二丁目 | 上原三丁目 | 富ヶ谷二丁目          | 大山町   |
| ---------- | ---------- | ---------- | --------------------- | -------- |
| 6 - 40番   | 全域       | 全域       | 10番、11番、22 - 43番 | 9 - 11番 |

通学区域では調整区域を設けている、通学の距離等を考慮し保護者の申請により指定校の変更が出来る区域。
調整区域
| 希望校     | 指定校     | 町丁名 | 番                 |
| ---------- | ---------- | ------ | ------------------ |
| 上原小学校 | 西原小学校 | 大山町 | 1 - 8番、12 - 17番 |

## 進学先中学校
住所別通学区域
| 上原中学校                                                       | 代々木中学校             |
| ---------------------------------------------------------------- | ------------------------ |
| 上原一丁目 - 三丁目全域 富ヶ谷一丁目 - 二丁目全域 大山町9 - 11番 | 大山町1 - 8番、12 - 47番 |

## 周辺
- 上原小学校放課後クラブ - 同一敷地内
- 渋谷区上原社会教育館 - 校地北側に隣接。
- 渋谷区立上原公園
- 渋谷区立上原中学校
- 岸辺幼稚園 - 進学前幼稚園のひとつ

## 交通
- 小田急電鉄小田原線・東京メトロ千代田線代々木上原駅から、徒歩約345m・約5分（学校ホームページ内「アクセス」には、「4分・400mほど」と記載）。

以下は学校ホームページ内「アクセス」には記載無いが、アクセスは可能。
- 京王バス「ハチ公バス・丘を越えてルート」・「渋68」・「渋69」の各系統で、「代々木上原駅」停留所より、
  - 0番のりば（はつらつセンター富谷経由渋谷駅西口行(ハチ公バス)）から、徒歩約375m・約6分。
  - 1番のりば（大原一丁目行(渋68)・笹塚駅行(渋69)）から、徒歩約360m・約5〜6分。
  - 2番のりば（渋谷区役所経由渋谷駅行(渋69)）から、徒歩約380m・約6分。
    - なお、0番のりばは駅西口に、1番のりばと2番のりばは東京都道413号赤坂杉並線上に、それぞれある。

## 関係者
出身者
- 宇崎竜童（歌手）

## ギャラリー
- 北側公道から正門を見る（2015年2月撮影）
- 北側公道から校舎を見る（2015年2月撮影）
- 北西角から校舎を見る（2015年2月撮影）
- 北側公道から校舎北面を見る（2015年2月撮影）
- 北東角の公道から校舎を見る（2015年2月撮影）
- 北東角の公道から校舎を見る（2015年2月撮影）
- 東側公道から通用門を見る（2015年2月撮影）
- 東側公道から校舎東面を見る（2015年2月撮影）
- 東側公道から校舎を見る（2015年2月撮影）
- 東側公道から校庭と校舎を見る（2015年2月撮影）